# Кондо, Сигэо
Сигэо Кондо (яп. 藤 茂夫, род. 13 апреля 1942, Префектура Токио) — японский дипломат, посол Японии в Финляндии и по совместительству в Эстонии (2003—2006).

## Биография
После окончания юридического факультета Токийского университета поступил на работу в министерство строительства.
Был заместителем министра в Министерстве земли, инфраструктуры, транспорта и туризма Японии. 30 июля 2003 года вышел в отставку.
15 сентября 2003 года был назначен чрезвычайным и полномочным послом Японии в Финляндии и 27 сентября вручил свои верительные грамоты президенту Финляндии.
18 декабря 2003 года, как посол по совместительству в Эстонии, также вручил свои верительные грамоты президенту Эстонии Арнольду Рюйтелю.
После окончания дипломатической деятельности, был президентом и председателем Научно-исследовательского института экономического строительства, а также в качестве специального приглашённого профессора преподавал в аспирантуре университета Мэйдзи и в Высшей школе управления.
В 2013 году был награждён орденом Священного сокровища.